# Alice Russell
Alice Russell est une chanteuse, née en 1975 en Angleterre à Framlingham, dans le Suffolk. Son répertoire est ancré dans la soul, et comporte des influences jazz, funk années 1970 et electro.

## Biographie
Alice Russell est née le 1er mars 1975 dans le comté de Suffolk, en Angleterre. Elle est la fille d'un organiste et professeur de musique classique,,,. Elle grandit à Framlingham. « J'ai été élevée à la campagne. Et je chantais dans la chorale avec mon père », explique-t-elle. Elle prend également des cours de violoncelle et de musique.
Elle se destine à une carrière musicale et commence comme chanteuse du groupe The Quantic Soul Orchestra. Elle sort son 1er album, Under the Munka Moon, en juillet 2004,. Son second opus, My Favourite Letters, sort en 2005, issu de sa collaboration avec TM Juke. Elle multiplie les concerts aux Etats-Unis, en Europe et en Australie, ainsi que les collaborations avec des DJ.
Elle crée son propre label, Little Poppet, fin 2007, et coproduit son troisième album, Pot Of Gold, toujours avec TM Juke. Elle gagne en popularité avec ce dernier et réalise quelques apparitions télévisées, sur Arte ou Canal +. en 2009 sort Pot Of Gold Remixes, créé en collaboration avec DJ Vadim, Mr Scruff et Llorca. C'est son premier album à être diffusé aux États-Unis, il est remarqué en particulier pour incorporer une reprise bluesy de la chanson Crazy des Gnarls Barkley, en version acoustique. Elle collabore ensuite avec David Byrne et Fatboy Slim sur l'album Here Lies Love, en compagnie d'autres chanteuses dont Camille. Elle collabore aussi en 2011 avec le groupe français Hocus Pocus sur une chanson, Beautiful Losers.
En 2012, elle sort un nouvel album, en collaboration avec Quantic, Look Around the Corner. Enregistré en Colombie, c'est un hommage à la chanteuse de soul Minnie Riperton, et aux artistes du label Chess Records.
En 2013 sort To Dust, un album d'influence gospel, sur le label français Differ-Ant,,.

## Albums
- 2004 : Under The Munka Moon
- 2005 : My Favourite Letters
- 2006 : Under The Munka Moon II
- 2008 : Pot of gold
- 2009 : Pot of gold Remixes
- 2012 : Look Around The Corner (Alice Russell, Quantic and his Combo Bárbaro)
- 2013 : To Dust
- 2024 : I Am

## DVD
- 2007 : Live in Paris (DVD)

## Featurings & Singles
- 2002 : Quantic - « Sweet Calling » (sur l'album Apricot Morning)
- 2002 : Bah Samba - présence vocale sur la plupart des titres de l'album Bah Samba
- 2003 : The Quantic Soul Orchestra - « Something That's Real »,  « Hold it Down » & « Take Your Time, Change Your Mind » (sur l'album Stampede)
- 2003 : OverStreet - «Feels So Good », « Lose Yourself » &  « Reasons »(sur l'album 23)
- 2003 : TM Juke feat. Alice Russell - « Knee Deep » & « Playground Games »(sur l'album Maps from the wilderness)
- 2004 : The Quantic Soul Orchestra - « Mishaps Happening »,  « Sound Of Everything », « Prelude To Happening » & « So Long » (sur l'album Mishaps Happening)
- 2004 : Dublex Inc. - « Don't Make Me Want You » (sur l'album Eight Ears)
- 2005 : The Quantic Soul Orchestra - « Pushin On »,  « Feeling Good », « Hands of my Love », « Hold On Tight » & « End Of The Road » (sur l'album Pushin On)
- 2005 : Nostalgia 77 - « Seven Nation Army » (sur l'album The Garden)
- 2005 : Bah Samba - présence vocale sur la plupart des titres de l'album 4
- 2006 : TM Juke feat. Alice Russell - « So Good » (sur l'album Forward)
- 2006 : Re:Jazz feat. Alice Russell - « Gabrielle » (sur l'album Expansion)
- 2006 : The Bamboos feat. Alice Russell - « Step it up » & « Transcend Me »  (sur l'album Step it up)
- 2007 : The Bamboos feat. Alice Russell - « Bring it home »  (sur l'album Rawville)
- 2007 : The Nextmen feat. Alice Russell - « Let it roll »  (sur l'album This was supposed to be the future)
- 2008 : Mr. Scruff & Alice Russell - « Music Takes Me Up » (sur l'album Ninja Tuna)
- 2008 : TM Juke And The Jack Baker Trio feat. Alice Russell - «Spread it on »  (sur l'album Boto And The Second Liners)
- 2008 : Fat Freddy's Drop feat. Alice Russell - « The Camel »  (sur l'album Dr Boondigga and the Big BW)
- 2010 : Hocus Pocus feat. Alice Russell - « Beautiful Losers » (sur l'album 16 Pièces)
- 2010 : The Skeletons feat. Alice Russell - « Adam And Eve » (sur l'album Smile)
- 2010 : David Byrne & Fatboy Slim feat. Alice Russell - « Men Will Do Anything » (sur l'album Here Lies Love)
- 2011 : Quantic feat. Alice Russell - « Left & Right » (sur l'album The Best of Quantic)
- 2012 : Alice Russell - « Brown Sugar » sur l'album hommage aux Rolling Stones du magazine MOJO, Sticky Soul Fingers
- 2012 : Alice Russell - « Breakdown » sur la B.O du film Magic Mike
- 2012 : Judith Owen feat. Alice Russell - « Rolling in the deep »
- 2012 : DJ Yoda feat. Action Bronson & Alice Russell - « Big Trouble in Little China »
- 2012 : Harry Shearer feat. Alice Russell and Tommy Malone - « Trillion Dollar Bargain » (sur l'album Can't Take a Hint)
- 2013 : Alice Russell - « Think » - single
- 2014 : Alice Russell - « Breakdown feat. Darondo» - single  (Et en 2012 sur la B.O du film Magic Mike)
- 2014 : The Decoders - Adventures In Paradise (feat. Alice Russell) - single
- 2014 : Quantic - "You Will Return feat. Alice Russell" - (sur l'album Magnetica)